# Журдан, Фернан
Фернан Журдан (фр. Fernand Jourdant; 3 февраля 1903 — 2 января 1956) — французский фехтовальщик-шпажист, олимпийский чемпион, призёр чемпионатов мира.

## Биография
Родился в 1903 году во Флере (департамент Орн). В 1927 году завоевал серебряную медаль на Международном первенстве по фехтованию в Виши, в 1931 году стал обладателем серебряной медали в командном зачёте на Международном первенстве по фехтованию в Вене. В 1932 году на Олимпийских играх в Лос-Анджелесе завоевал золотую медаль в командном первенстве.
В 1937 году Международная федерация фехтования задним числом признала все предыдущий Международные первенства чемпионатами мира.